# Réserve écologique Tapani
Die Réserve écologique Tapani ist ein 17 ha großes Schutzgebiet im Westen der kanadischen Provinz Québec, das die Île Tapani (auch Île du Héron Bleu, „Insel des Kanadareihers“), eine Insel im Lac Tapani etwa 3 km nördlich von Sainte-Anne-du-Lac birgt.
Dieser Ort gehört wiederum zur Grafschaftsgemeinde Antoine-Labelle (Verwaltungsregion Laurentides) in den Laurentinischen Bergen. Im Mittelpunkt der Schutzbemühungen steht ein 180- bis 200-jähriger Bestand von Schwarz-Eschen, die ein in der Region seltenes Biotop bilden. Hier geht es also nicht, wie in den meisten anderen Fällen von Réserves écologiques (frei übersetzt ‚ökologisches Schutzgebiet‘) um die Repräsentation des regional Typischen, sondern eher der der Ausnahme. Zudem gibt es keinerlei Anzeichen menschlicher Störungen.
Das Parkgebiet liegt in einer hügeligen Region, die zwischen 300 und 500 m über dem Meeresspiegel liegt, die Insel selbst liegt in 250 m Höhe. Der felsige Untergrund besteht überwiegend aus Paragneis und Amphibolit, der von eiszeitlichem Tillit überlagert ist. Der Boden besteht aus nährstoffarmem Podsol und Gley, Bodenarten, die für die borealen Wälder der Region typisch sind. Auf Gley gedeiht vor allem die auf der Insel streng geschützte bis rund 200 Jahre alte Schwarz-Esche, aber auch die auf noch feuchterem Grund stehende Gelb-Birke (Betula alleghaniensis). Im Westen der Insel steht ein Schwarz-Eschenhain auf sandigerem Untergrund, der besseren Wasserabfluss zulässt.
Im Parkgebiet gibt es daneben das in Québec stark bedrohte Allium tricoccum (Ail des bois, ‚Waldknoblauch‘).
Die Fauna ist eher arm an Arten. Von den weichen Blättern der Lebensbäume wird der Weißwedelhirsch angezogen, es leben aber auch Schneeschuhhasen und Squirrels (franz.: ècureuils) auf der Insel im „See der Einunddreißigtausend“. Möglicherweise geht die örtliche Bezeichnung für die Tapani-Insel auf das Algonkinwort für eine Kresseart zurück, deren Wurzeln essbar sind. Ob es sich um die Echte Brunnenkresse handelt, ist jedoch unklar. Sie wurde von den im Norden lebenden Indianern erfolgreich gegen Skorbut eingesetzt. Möglicherweise geht der Name aber auch auf den Toboggan zurück, einen kufenlosen Schlitten, der auch als otoban bezeichnet wurde.